# Andrea Tornielli
Andrea Tornielli (Chioggia, 19 marzo 1964) è un giornalista e scrittore italiano, dal 18 dicembre 2018  direttore editoriale del Dicastero per la comunicazione della Santa Sede.

## Biografia
Laureato in lettere classiche e in particolare in storia della lingua greca all'Università di Padova, Tornielli è un giornalista e scrittore cattolico. Ha collaborato con Il Gazzettino (redazione di Padova), con la rivista settimanale Il Sabato e, dal 1992 al 1996, ha lavorato nella redazione del mensile internazionale 30 Giorni. Nel 1997 è entrato a far parte della redazione de Il Giornale, dove ha lavorato per 15 anni, diventandone il vaticanista. Nel marzo 2011 è stato vaticanista per La Stampa e coordinatore del sito web dello stesso giornale "Vatican Insider", pubblicato in tre lingue e interamente dedicato all'informazione sul Vaticano e sulla Chiesa cattolica nel mondo. Nel dicembre 2018 è stato nominato direttore editoriale dei media vaticani.
Ha collaborato con numerose testate giornalistiche, e per molti anni ha tenuto una rubrica radiofonica mensile a Radio Maria. È stato direttore responsabile della testata online "La Bussola Quotidiana" attiva dal 2010 al 2012. Dal 2007 al 2018 ha tenuto un blog dedicato all'informazione sul Vaticano, intitolato "Sacri palazzi". Tra le sue opere figurano numerosi saggi riguardanti la Chiesa contemporanea.
Fra i tanti temi affrontati, si è occupato, in particolare, della difesa dei comportamenti di Pio XII durante la Shoah e del problema del mito e della storicità di Gesù. Ha inoltre scritto un libro su Padre Pio in risposta ad un libro dello storico Sergio Luzzatto il quale sostiene che le stimmate del santo di Pietrelcina sono un trucco.
Nel 2022 è autore insieme a Lucio Brunelli del programma Volti dei Vangeli trasmesso su RaiUno in prima serata il 17 aprile.

## Pensiero
Riprendendo la tesi da Tommaso Federici, ha sostenuto che nella genealogia di Gesù secondo Matteo si affermi, implicitamente e senza menzione diretta, che Caleb e i Keniti, frazione della tribù di Giuda, siano antenati di Cristo.

## Vita privata
È sposato e ha tre figli.

## Opere
- I segreti di via Poma, Roma, I libri neri, 1994. ISBN non esistente
- Quando la Madonna piange. Veggenti, guaritori, apparizioni. La prima guida al soprannaturale in Italia, Milano, Mondadori, 1995. ISBN 88-04-40393-4
- Ultimo incarico: criminale!, con Bruno Contrada, Palermo, Arbor, 1995. ISBN 88-86325-26-6
- Il mistero delle lacrime. Inchiesta sulla Madonna di Civitavecchia, Udine, Segno, 1995. ISBN 88-7282-180-0
- Analisi di un mostro. Sedici delitti in diciassette anni senza mai lasciare tracce. Come, quando e perché uccide. Identikit del superkiller di Firenze e la chiave per risolvere il giallo, con Francesco Bruno, Palermo, Arbor, 1996. ISBN 88-86325-10-X
- Papa Luciani. Il parroco del mondo, con Alessandro Zangrando, Udine, Segno, 1998. ISBN 88-7282-321-8
- Il Giubileo e le indulgenze, Milano, Gribaudi, 1999. ISBN 88-7152-560-4
- Giovanni XXIII. Vita di un Padre Santo, Milano, Gribaudi, 2000. ISBN 88-7152-583-3
- Fatima. Il segreto svelato, Milano, Gribaudi, 2000. ISBN 88-7152-587-6
- Il segreto di Milingo, con Mario Celi, Casale Monferrato, Piemme, 2001. ISBN 88-384-6960-1
- Pio XII. Il Papa degli ebrei, Casale Monferrato, Piemme, 2001. ISBN 88-384-6403-0
- Dalla penna dei papi. Ritratti, caratteri e segreti dei Pontefici dell'ultimo secolo, con Evi Crotti, Milano, Gribaudi, 2002. ISBN 88-7152-696-1
- Maria e il futuro dell'umanità, con Livio Fanzaga, Milano, Gribaudi, 2002. ISBN 88-7152-664-3
- Escrivá fondatore dell'Opus Dei, Casale Monferrato, Piemme, 2002. ISBN 88-384-6950-4
- Ratzinger. Custode della fede, Casale Monferrato, Piemme, 2002. ISBN 88-384-6988-1
- La scelta di Martini, Casale Monferrato, Piemme, 2002. ISBN 88-384-6983-0
- Papa Luciani. Il sorriso del santo, con Alessandro Zangrando, Casale Monferrato, Piemme, 2003. ISBN 88-384-6587-8
- Paolo VI. Il timoniere del Concilio, Casale Monferrato, Piemme, 2003. ISBN 88-384-6586-X
- Il Papa che salvò gli ebrei. Dagli archivi segreti del Vaticano tutta la verità su Pio XII, con Matteo Luigi Napolitano, Casale Monferrato, Piemme, 2004. ISBN 88-384-8403-1
- La passione. I vangeli e il film di Mel Gibson, Casale Monferrato, Piemme, 2004. ISBN 88-384-8433-3
- L'inganno di Satana, con Livio Fanzaga, Milano, Gribaudi, 2004. ISBN 88-7152-789-5
- Gerusalemme. Martini e Tettamanzi insieme per la pace. Il cammino del Consiglio ecumenico delle chiese di Milano, Casale Monferrato, Piemme, 2004. ISBN 88-384-8477-5
- Benedetto XVI. Il custode della fede, Casale Monferrato, Piemme, 2005. ISBN 88-384-6533-9
- Pacelli, Roncalli e i battesimi della Shoah, con Matteo Luigi Napolitano, Casale Monferrato, Piemme, 2005. ISBN 88-384-1043-7
- I miracoli di Papa Wojtyla, Casale Monferrato, Piemme, 2005. ISBN 88-384-1031-3
- Inchiesta su Gesù bambino. Misteri, leggende e verità sulla nascita che ha diviso in due la storia, Gribaudi, 2005. ISBN 88-7152-832-8
- Partigiani di Dio. Flavio e Gedeone Corrà, con Jacopo Guerriero, Cinisello Balsamo, San Paolo, 2006. ISBN 88-215-5527-5
- Attacco alla Chiesa, con Livio Fanzaga, Milano, Gribaudi, 2006. ISBN 88-7152-851-4
- Inchiesta sulla resurrezione. Misteri, leggende e verità. Dai Vangeli al Codice da Vinci, Milano, Gribaudi, 2006. ISBN 88-7152-850-6
- Papi guerre e terrorismo. Un secolo di magistero sui conflitti che sconvolgono il mondo, con Andrea Gianelli, Milano, Sugarco, 2006. ISBN 88-7198-510-9
- Processo al Codice da Vinci. Dal romanzo al film: Gesù e la Maddalena, il priorato di Sion e i quadri di Leonardo. Inchiesta sul mistero, Gribaudi, 2006. ISBN 88-7152-858-1
- Il segreto di Padre Pio e Karol Wojtyla, Casale Monferrato, Piemme, 2006. ISBN 88-384-8504-6
- Pio XII. Eugenio Pacelli. Un uomo sul trono di Pietro, Milano, Mondadori, 2007. ISBN 978-88-04-57010-3
- Quando la Chiesa sorride. Biografia del cardinale José Saraiva Martins, Roma, Rogate, 2007. ISBN 978-88-8075-352-0; 2010. 978-88-8075-395-7 (ed. aggiornata)
- Lourdes. Inchiesta sul mistero a 150 anni dalle apparizioni, con René Laurentin, Roma, Edizioni ART, 2008. ISBN 978-88-7879-066-7
- Padre Pio. L'ultimo sospetto. La verità sul frate delle stimmate, con Saverio Gaeta, Casale Monferrato, Piemme, 2008. ISBN 978-88-566-1521-0
- Perché credo. Una vita per rendere ragione della fede, con Vittorio Messori, Casale Monferrato, Piemme, 2008. ISBN 978-88-384-8831-3
- Paolo VI. L'audacia di un papa, Milano, Mondadori, 2009. ISBN 978-88-04-59130-6
- Santo subito. Il segreto della straordinaria vita di Giovanni Paolo II, Milano, Piemme, 2009. ISBN 978-88-566-0486-3
- Sindone. Inchiesta sul mistero, Milano, Gribaudi, 2010. ISBN 978-88-6366-006-7
- John Henry Newman. Fermate quel convertito, con Andrea Gianelli, Milano, Gribaudi, 2010. ISBN 978-88-6366-036-4
- Attacco a Ratzinger. Accuse e scandali, profezie e complotti contro Benedetto XVI, con Paolo Rodari, Milano, Piemme, 2010. ISBN 978-88-566-1583-8
- Pio IX. L'ultimo papa-re, Milano, Mondadori, 2011. ISBN 978-88-04-60543-0
- La fragile concordia. Stato e cattolici in centocinquant'anni di storia italiana, Milano, BUR Rizzoli, 2011. ISBN 978-88-17-04619-0
- Il futuro e la speranza. Vita e magistero del cardinale Angelo Scola, Milano, Piemme, 2011. ISBN 978-88-566-2441-0
- A.D. 2012. La donna, il drago e l'Apocalisse, con Saverio Gaeta, Milano, Piemme, 2011. ISBN 978-88-566-2132-7
- Carlo Maria Martini. Il profeta del dialogo, Milano, Piemme, 2012. ISBN 978-88-566-3198-2
- Jorge Mario Bergoglio. Francesco. Insieme. La vita, le idee, le parole del papa che cambierà la Chiesa, Milano, Piemme, 2013. ISBN 978-88-384-6830-8
- Padre Pio e la lotta con il demonio, Milano, Fabbri, 2013.
- I fioretti di papa Francesco, Milano, Piemme, 2013.
- L'ultimo miracolo. Perché Giovanni Paolo II è santo, Milano, Piemme, 2014.
- Paolo VI. Il santo della modernità, con Domenico Agasso Jr., Cinisello Balsamo, San Paolo, 2014.
- Paolo VI. Il papa di Francesco. La difesa della fede del papa beatificato da Bergoglio, Milano, Piemme, 2014.
- Papa Francesco. Questa economia uccide, con Giacomo Galeazzi, Milano, Piemme, 2015.
- Il nome di Dio è Misericordia (Una conversazione di Francesco (Jorge Mario Bergoglio) con Andrea Tornielli), Milano, Piemme, 2016. ISBN 978-88-566-5314-4
- Francesco. In viaggio, Milano, Piemme 2017. ISBN 978-88-566-5729-6
- A piedi nella notte, con Domenico Agasso jr., Milano, Piemme, 2018. ISBN 978-88-566-66-328
- Il giorno del Giudizio, con Gianni Valente, Milano, Piemme, 2018. ISBN 978-88-566-69-725
- Fratel Ettore & il Miracolo di Rosa Mistica, Milano, Edizioni Ares, 2018. ISBN 978-88-8155-806-3